# Kỳ Thánh (Shogi)
Kì Thánh (棋聖 Kisei) là một trong tám danh hiệu lớn của thế giới Shogi chuyên nghiệp Nhật Bản, được tranh đấu lần đầu tiên vào năm 1962 với sự chiến thắng của kì thủ Oyama Yasuharu. Giải đấu tranh danh hiệu này được gọi là Cúp Hulic - Kì Thánh chiến (ヒューリック杯棋聖戦 Hulic-hai Kisei-sen), được tài trợ bởi Nhật báo Sankei, tập đoàn Hulic và được tổ chức bởi Liên đoàn Shogi Nhật Bản.
Giải đấu - danh hiệu này lần đầu tiên được tổ chức vào năm 1962 theo thể thức 2 lần một năm cho tới năm 1995, thể thức 1 lần mỗi năm mới được cố định như ngày hôm nay. Kể từ kì Kì Thánh chiến thứ 81, thể thức giải đấu mới được giới thiệu gồm ba giai đoạn là Sơ loại thứ Nhất - Sơ loại thứ Hai và Xác định Khiêu chiến giả. Vào tháng 2/2021, Liên đoàn Shogi Nhật Bản thông báo về việc nếu một Nữ Lưu kì sĩ - kì thủ nghiệp dư lọt vào top 8 kì thủ xuất sắc nhất của giai đoạn Xác định Khiêu chiến giả, họ sẽ ngay lập tức đạt đủ điều kiện để tham gia Kỳ thi Kết nạp Kỳ thủ chuyên nghiệp (棋士編入試験) - từ đó có cơ hội trở thành kì thủ chuyên nghiệp.
Danh hiệu Kì Thánh dù ra đời thứ tư nếu tính về mặt thời gian (sau Danh Nhân năm 1937, Vương Tướng năm 1951 và Vương Vị năm 1960) nhưng theo Liên đoàn Shogi Nhật Bản, trong thứ tự sắp xếp các danh hiệu nếu một kì thủ sở hữu từ hai danh hiệu trở lên, Kì Thánh kể từ năm 2009 luôn đứng cuối cùng. Đây cũng đồng thời là giải danh hiệu đầu tiên thi đấu các ván cờ của nó chỉ trong vòng một ngày.

## Từ nguyên
Từ Kì Thánh (棋聖, Kisei) vốn được sử dụng như một danh dự cho những kì thủ bộc lộ trình độ vượt trội trong Shōgi hay cờ vây.

## Thể thức
Kể từ khi lần đầu tiên được tổ chức vào năm 1962 cho tới hết năm 1994, Kì Thánh là danh hiệu duy nhất được tổ chức tranh đấu tới hai lần một năm, với hai loạt trận tranh danh hiệu được tổ chức từ tháng 6 - 7 và tháng 12 - tháng 2 năm sau. Từ năm 1995, danh hiệu này được tổ chức một lần mỗi năm - cùng với năm mà Habu Yoshiharu đạt được danh hiệu đầu tiên trên hành trình Thất quán (sở hữu đồng thời 7 danh hiệu cùng lúc) của mình.
Thể thức tranh đấu như hiện tại được giới thiệu lần đầu tiên từ kì thứ 81, trải qua ba giai đoạn nối tiếp nhau để tìm ra người thách đấu danh hiệu là Sơ loại thứ Nhất (一次予選) - Sơ loại thứ Hai (二次予選) và Xác định Khiêu chiến giả (決勝トーナメント). Vào tháng 2/2021, Liên đoàn Shogi Nhật Bản thông báo về việc nếu một Nữ Lưu kì sĩ - kì thủ nghiệp dư lọt vào top 8 kì thủ xuất sắc nhất của giai đoạn Xác định Khiêu chiến giả, họ sẽ ngay lập tức đạt đủ điều kiện để tham gia Kỳ thi Kết nạp Kỳ thủ chuyên nghiệp (棋士編入試験) - từ đó có cơ hội trở thành kì thủ chuyên nghiệp.

### Sơ loại thứ Nhất
Giai đoạn Sơ loại thứ Nhất (一次予選 (Nhất thứ dữ soát)) gồm có tất cả các kì thủ chuyên nghiệp trong hệ thống Thuận Vị chiến từ tổ C1 trở xuống và hai Nữ Lưu kì sĩ xuất sắc nhất năm đó. Họ được chia làm tám nhánh đấu, và mỗi kì thủ xuất sắc nhất của nhánh đó sẽ bước tiếp vào giai đoạn Sơ loại thứ Hai.
Kể từ Kì Thánh chiến kì thứ 81, thời gian cho mỗi kì thủ thi đấu các ván cờ trong Sơ loại thứ Nhất được giảm xuống 1 tiếng đồng hồ cờ vua (thay vì 3 tiếng byoyomi như trước đây), và hai ván đấu của cùng một kì thủ có thể được tổ chức trong một ngày - tương tự như Duệ Vương chiến, Cup Asahi mở rộng và Nữ Lưu Vương Tướng chiến.

### Sơ loại thứ Hai
Giai đoạn Sơ loại thứ Hai (二次予選 (Nhị thứ dữ soát)) gồm có 8 kì thủ vượt qua giai đoạn Sơ loại thứ Nhất và tất cả các kì thủ chưa nằm trong giai đoạn Xác định Khiêu chiến giả, đánh theo thể thức loại trực tiếp và chọn ra từ 8 - 12 kì thủ xuất sắc nhất bước vào giai đoạn Xác định Khiêu chiến giả. Mỗi ván đấu, kì thủ sẽ có 3 tiếng byoyomi.

### Xác định Khiêu chiến giả
Giai đoạn Xác định Khiêu chiến giả (決勝トーナメント) luôn gồm có 16 kì thủ:
- 8/12 kì thủ vượt qua giai đoạn Sơ loại thứ Hai.
- 4 kì thủ top 4 của Xác định Khiêu chiến giả - Kì Thánh chiến kì trước (+ 4 kì thủ sở hữu danh hiệu nếu như lấy 8 kì thủ ở Sơ loại thứ Hai)

Họ sẽ được bắt cặp ngẫu nhiên để thi đấu loại trực tiếp một lượt, với người chiến thắng cuối cùng - Kì Thánh Khiêu chiến giả, thách đấu danh hiệu Kì Thánh của đương kim sở hữu. Mỗi ván đấu, kì thủ sẽ có 4 tiếng byoyomi.

### Loạt trận tranh danh hiệu
Trong loạt trận này, đương kim Kì Thánh và Kì Thánh Khiêu chiến giả sẽ thi đấu với nhau loạt 5 ván cờ, với người chiến thắng trước 3 ván trở thành người sở hữu danh hiệu Kì Thánh. Mỗi ván đấu, kì thủ sẽ có 4 tiếng byoyomi để thi đấu, và ván đấu được tổ chức trong một ngày.
Kể từ năm 2020, các ván đấu trong loạt tranh ngôi được phát sóng trực tiếp bởi ABEMA. Từ năm 2019 trở về trước, kênh Niconico cũng đồng thời phát sóng trực tiếp loạt trận này.

### Thể thức trong quá khứ

#### Từ kì 1 - kì 65:
Kể từ kì đầu tiên tới kì 65, Kì Thánh chiến được tổ chức hai năm một lần, với lần đầu tiên ở nửa đầu năm - lần còn lại ở nửa cuối năm. 
| Kì    | Thời gian trong loạt tranh ngôi | Xác định Khiêu chiến giả | Xác định Khiêu chiến giả | Xác định Khiêu chiến giả | Xác định Khiêu chiến giả | Sơ loại thứ Hai | Sơ loại thứ Hai | Sơ loại thứ Nhất | Sơ loại thứ Nhất |
| Kì    | Thời gian trong loạt tranh ngôi | Thời gian | Chung kết | Kích thước | Được đặc cách 8 người | Suất vượt qua | Bao gồm | Suất vượt qua | Bao gồm |
| ----- | ------------------------------- | --- | --- | --- | --- | --- | --- | --- | --- |
| 1     | 7 tiếng                         | 3 kì thủ là Oyama Yasuharu, Masuda Kozo và Tsukada Masao thi đấu vòng tròn hai lượt, hai kì thủ xuất sắc nhất bước vào loạt tranh ngôi. | 3 kì thủ là Oyama Yasuharu, Masuda Kozo và Tsukada Masao thi đấu vòng tròn hai lượt, hai kì thủ xuất sắc nhất bước vào loạt tranh ngôi. | 3 kì thủ là Oyama Yasuharu, Masuda Kozo và Tsukada Masao thi đấu vòng tròn hai lượt, hai kì thủ xuất sắc nhất bước vào loạt tranh ngôi. | 3 kì thủ là Oyama Yasuharu, Masuda Kozo và Tsukada Masao thi đấu vòng tròn hai lượt, hai kì thủ xuất sắc nhất bước vào loạt tranh ngôi.             | 3 kì thủ là Oyama Yasuharu, Masuda Kozo và Tsukada Masao thi đấu vòng tròn hai lượt, hai kì thủ xuất sắc nhất bước vào loạt tranh ngôi. | 3 kì thủ là Oyama Yasuharu, Masuda Kozo và Tsukada Masao thi đấu vòng tròn hai lượt, hai kì thủ xuất sắc nhất bước vào loạt tranh ngôi. | 3 kì thủ là Oyama Yasuharu, Masuda Kozo và Tsukada Masao thi đấu vòng tròn hai lượt, hai kì thủ xuất sắc nhất bước vào loạt tranh ngôi. | 3 kì thủ là Oyama Yasuharu, Masuda Kozo và Tsukada Masao thi đấu vòng tròn hai lượt, hai kì thủ xuất sắc nhất bước vào loạt tranh ngôi. |
| 2     | 7 tiếng                         | 7 tiếng | 3 ván | 16 người | - 7 kì thủ đứng đầu tổ A của Thuận Vị chiến - Masuda Kozo                                                                                           | 8 người | Thuận Vị chiến: - Kì thủ đứng thứ 8 tổ A trở xuống - Tất cả các kì thủ từ tổ B2 trở lên                                                 | 2 người | Tất cả các kì thủ chuyên nghiệp còn lại từ tổ C1 - Thuận Vị chiến trở xuống.                                                            |
| 3     | 7 tiếng                         | 7 tiếng | 3 ván | 16 người | Top 8 của kì 2 | 8 người | Tất cả các kì thủ từ tổ B2 - Thuận Vị chiến trở lên                                                                                     | 2 người | Tất cả các kì thủ chuyên nghiệp còn lại từ tổ C1 - Thuận Vị chiến trở xuống.                                                            |
| 4-10  | 7 tiếng                         | 7 tiếng | 3 ván | 16 người | - Top 4 của kì trước đó - 4 kì thủ đứng đầu tổ A - Thuận Vị chiến                                                                                   | 8 người | Tất cả các kì thủ từ tổ B2 - Thuận Vị chiến trở lên                                                                                     | 4 người | Tất cả các kì thủ chuyên nghiệp còn lại từ tổ C1 - Thuận Vị chiến trở xuống.                                                            |
| 11-16 | 6 tiếng                         | 6 tiếng | 1 ván | 16 người | - Top 4 của kì trước đó - 4 kì thủ đứng đầu tổ A - Thuận Vị chiến                                                                                   | 8 người | Tất cả các kì thủ từ tổ B2 - Thuận Vị chiến trở lên                                                                                     | 4 người | Tất cả các kì thủ chuyên nghiệp còn lại từ tổ C1 - Thuận Vị chiến trở xuống.                                                            |
| 17-25 | 5 tiếng                         | 5 tiếng | 1 ván | 16 người | - Top 4 của kì trước đó - 4 kì thủ đứng đầu tổ A - Thuận Vị chiến                                                                                   | 8 người | Tất cả các kì thủ từ tổ B2 - Thuận Vị chiến trở lên                                                                                     | 4 người | Tất cả các kì thủ chuyên nghiệp còn lại từ tổ C1 - Thuận Vị chiến trở xuống.                                                            |
| 26-31 | 5 tiếng                         | 4 tiếng | 1 ván | 16 người | - Top 4 của kì trước đó - Các kì thủ sở hữu danh hiệu. - Các kì thủ đạt danh dự Vĩnh thế - Các kì thủ đứng đầu tổ A - Thuận Vị chiến (nếu còn suất) | 8 người | Tất cả các kì thủ từ tổ B2 - Thuận Vị chiến trở lên                                                                                     | 4 người | Tất cả các kì thủ chuyên nghiệp còn lại từ tổ C1 - Thuận Vị chiến trở xuống.                                                            |
| 32-56 | 5 tiếng                         | 4 tiếng | 1 ván | 16 người | - Top 4 của kì trước đó - Các kì thủ sở hữu danh hiệu. - Các kì thủ đạt danh dự Vĩnh thế - Các kì thủ đứng đầu tổ A - Thuận Vị chiến (nếu còn suất) | 8 người | Tất cả các kì thủ từ tổ B2 - Thuận Vị chiến trở lên                                                                                     | 4 người | Tất cả các kì thủ chuyên nghiệp còn lại từ tổ C1 - Thuận Vị chiến trở xuống.                                                            |
| 57-65 | 5 tiếng                         | 4 tiếng | 1 ván | 16 người | - Top 4 của kì trước đó - Các kì thủ sở hữu danh hiệu. - Các kì thủ đạt danh dự Vĩnh thế - Các kì thủ đứng đầu tổ A - Thuận Vị chiến (nếu còn suất) | 8 người | - Tất cả các kì thủ từ tổ B2 - Thuận Vị chiến trở lên - Các kì thủ từng lọt vào trận Chung két của các kì trước                         | 4 người | Tất cả các kì thủ chuyên nghiệp còn lại từ tổ C1 - Thuận Vị chiến trở xuống.                                                            |

#### Từ kì 66 - kì 80: Sơ loại thứ Ba
Kể từ kì 66, khi mà Kì Thánh chiến được tổ chức mỗi năm một lần, có thêm một phần nữa là Sơ loại thứ Ba (三次予選 (Tam thứ dữ soát)) được tổ chức trước khi tiến tới Xác định Khiêu chiến giả. Kể từ kì 72, giai đoạn này được gọi là Sơ loại Cuối cùng (最終予選 (Tối chung dữ soát))
| Kì      | Thời gian trong loạt tranh ngôi | Xác định Khiêu chiến giả | Xác định Khiêu chiến giả | Xác định Khiêu chiến giả | Kì 66 - 71: Sơ loại thứ Ba Kì 72 - 80: Sơ loại Cuối cùng | Kì 66 - 71: Sơ loại thứ Ba Kì 72 - 80: Sơ loại Cuối cùng | Kì 66 - 71: Sơ loại thứ Ba Kì 72 - 80: Sơ loại Cuối cùng                                                                       | Kì 66 - 71: Sơ loại thứ Ba Kì 72 - 80: Sơ loại Cuối cùng                                                            | Sơ loại thứ Hai | Sơ loại thứ Hai | Sơ loại thứ Nhất | Sơ loại thứ Nhất                                                                                            |
| Kì      | Thời gian trong loạt tranh ngôi | Thời gian                | Chung kết                | Bao gồm                  | Thời gian                                                | Bao gồm                                                  | Được đặc cách | Thể thức | Suất đi tiếp    | Được đặc cách | Suất đi tiếp     | Bao gồm |
| ------- | ------------------------------- | ------------------------ | ------------------------ | ------------------------ | -------------------------------------------------------- | -------------------------------------------------------- | --- | --- | --------------- | --- | ---------------- | --- |
| 66 - 71 | 5 tiếng                         | 4 tiếng                  | Một ván                  | 8 người                  | 3 tiếng                                                  | 16 người                                                 | 8 người: - Top 4 kì trước - Người sở hữu danh hiệu - Kì thủ đạt danh dự Vĩnh thế - Ở tổ A - Thuận Vị chiến                     | - 16 kì thủ được chia làm 4 bảng, mỗi bảng 4 kì thủ - Đánh vòng tròn một lượt, hai kì thủ đứng đầu mỗi bảng đi tiếp | 8 người         | - Tham gia Sơ loại thứ Ba/Sơ loại Cuối cùng ở kì trước - Từng tham gia loạt trận tranh danh hiệu Kì Thánh. - Các kì thủ từ tổ B2 ở Thuận Vị chiến trở lên | 8 người          | - Tất cả các kì thủ chuyên nghiệp từ tổ C1 - Thuận Vị chiến trở xuống. - Hai Nữ Lưu kì sĩ xuất sắc nhất năm |
| 72 - 80 | 4 tiếng                         | 4 tiếng                  | Một ván                  | 8 người                  | 3 tiếng                                                  | 16 người                                                 | 8 người: - Top 4 kì trước: - Người sở hữu danh hiệu, kì thủ đạt danh dự Vĩnh thế - Ở tổ A - Thuận Vị chiến hoặc top 8 kì trước | 16 kì thủ được rút thăm ngẫu nhiên để thi đấu theo thể thức Loại kép (Double Elimination).                          | 8 người         | - Tham gia Sơ loại thứ Ba/Sơ loại Cuối cùng ở kì trước - Từng tham gia loạt trận tranh danh hiệu Kì Thánh. - Các kì thủ từ tổ B2 ở Thuận Vị chiến trở lên | 8 người          | - Tất cả các kì thủ chuyên nghiệp từ tổ C1 - Thuận Vị chiến trở xuống. - Hai Nữ Lưu kì sĩ xuất sắc nhất năm |

### Danh dự Vĩnh thế Kì Thánh
Vĩnh thế Kì Thánh (永世棋聖 Eisei Kisei) là danh dự được trao cho một kì thủ nếu kì thủ đó sở hữu danh hiệu Kì Thánh đủ 5 kì. Tính tới tháng 8 năm 2017, có tất cả 5 kì thủ đã đủ điều kiện để có được danh dự này, đó là:
- Habu Yoshiharu (16 kì, Kì 62-66, 71, 79-88)
- Oyama Yasuharu (16 kì, Kì 1-7, 9, 16, 24-30)
- Nakahara Makoto (16 kì, Kì 12-14, 17-20, 31-35, 41, 53-55)
- Yonenaga Kunio (7 kì, Kì 22, 36, 43-47)
- Sato Yasumitsu (6 kì, Kì 73-78)

## Những điều đặc biệt
- Khi Kì Thánh chiến ra đời, tất cả các giải danh hiệu khi đó là Danh Nhân chiến - Thập Đẳng chiến - Vương Tướng chiến hay Vương Vị chiến đều có những ván tranh danh hiệu được tổ chức trong 2-3 ngày. Kì Thánh chiến là giải đấu đầu tiên có ván tranh danh hiệu chỉ diễn ra trong 1 ngày. Lý do cho điều này có thể là do sức khỏe đã tàn lụi nhiều của Masuda Kozo. Ông cũng tham gia loạt trận Kì Thánh 2 lần nhưng chưa từng dành chiến thắng.
- Oyama Yasuharu đã chiến thắng danh hiệu này kể từ khi nó ra đời, giữ được danh hiệu này trong 7 kì liên tiếp và nhanh chóng đạt danh dự Vĩnh thế Kì Thánh vào năm 23 tuổi - 11 tháng, kỉ lục trẻ nhất tới nay.
- Kì thứ 37 của Kì Thánh chiến năm 1980, Futakami Tatsuya giành chiến thắng trước Yonenaga Kunio, giúp ông trở thành người có thời gian lâu nhất để giành lại một danh hiệu.
- Ván 2 trong loạt trận tranh danh hiệu của Kì Thánh chiến kì 46 được tổ chức ở Los Angeles, Hoa Kỳ. Đây là lần thứ hai mà có một ván đấu của giới Shogi chuyên nghiệp được tổ chức ngoài Nhật Bản, kể từ Kì Vương chiến kì 1 năm 1975.
- Ở kì thứ 55, Yashiki Nobuyuki đã thiết lập kỉ lục về người trẻ tuổi nhất thách đấu danh hiệu Kì Thánh, khi đó ông 17 tuổi. Tuy không giành được chiến thắng chung cuộc, ở kì sau đó (56 - 1990), Yashiki đã thiết lập kỉ lục về người trẻ nhất sở hữu danh hiệu Kì Thánh - 18 tuổi. Tuy nhiên, cả hai kỉ lục này đã bị xô đổ bởi Fujii Sota - điều sẽ được đề cập dưới đây.
- Ở kì thứ 67 năm 1996, Habu Yoshiharu - người khi đó đang đạt chiến tích Thất quán (七冠 - Sở hữu đồng thời 7 danh hiệu cùng một lúc) bị thách đấu bởi Kì Thánh Khiêu chiến giả Miura Hiroyuki. Chiến tích Thất quán của Habu kéo dài 167 ngày, bắt đầu từ ngày Valentine 14/2/1996 với chiến thắng ở Vương Tướng - kết thúc khi ông mất danh hiệu Kì Thánh vào ngày 30/7/1996.
- Từ kì thứ 67 tới kì 73 (1996 - 2002), tất cả các kì thủ sở hữu danh hiệu Kì Thánh đều không thể bảo vệ danh hiệu này ở kì tiếp theo.

## Các kì thủ giành danh hiệu
Tên kì thủ được in đậm để chỉ năm/kì mà kì thủ đã đạt đủ điều kiện cho danh dự Vĩnh thế Kì Thánh.